# Альбрехт I (граф в Ойрасбурге)
Альбрехт I фон Ойрасбург (нем. Adalbert I. von Eurasburg; умер ок. 1100) — граф в Ойрасбурге в Баварии и в областях Нориталь, Иннталь и Виппталь в Южном Тироле около 1078 года. Происхождение неизвестно. Фогт епархий Трента и Больцано-Брессаноне.

## Биография
Точное его происхождение неизвестно. Его предшественником в областях Нориталь, Виппталь и Иннталь был Поппо, происходивший из династии Пилигримидов, который умер не ранее 1075 года. Во время борьбы за инвеституру графство Альбрехта имело важное стратегическое значение, поскольку через него проходила альпийская дорога, соединявшая север и юг. В 1080 году в Бриксене состоялся синод, который возглавлял его покровитель, епископ Бриксена Алтвин, на котором папу Григория VII объявили смещённым и провозгласил вместо него антипапу Климента III. На хартии, изданной на синоде, присутствует подпись Альбрехта в качестве главного свидетеля.
В 1093 году подпись Альбрехта присутствует на хартии императора Генриха IV, изданной им в Павии.
Альбрехт умер около 1100 года.
Был женат на женщине по имени Берта и имел нескольких детей: Отто Ойрасбургского (умер в 1147 году, основал монастырь в Байерсберге и фогт Юргенберга; имел трёх сыновей) и неизвестную по имени дочь, ставшую женой Генриха, графа Эппана. Кроме того, возможно, что его сыном был Альбрехт I, родоначальник Тирольской династии.